# LFE-Kanal
Ein LFE-Kanal (LFE steht für englisch Low Frequency Effects bei Dolby oder englisch Low Frequency Enhancement bei DTS) wird bei verschiedenen Mehrkanal-Tonsystemen dazu verwendet, niederfrequente Töne, die vom menschlichen Ohr nicht lokalisiert werden können, zu übertragen.

## Beschreibung
Um den Datenstrom klein zu halten, besitzt dieser Kanal meistens nur eine begrenzte Bandbreite von 3 bis 120 Hz. Daher wird der LFE-Kanal bei der Bezeichnung der Mehrkanal-Tonsysteme nicht als voller Kanal dazugezählt, sondern durch ein angehängtes „.1“ gekennzeichnet (beispielsweise Surround-Sound 5.1, ein System mit 5 Vollkanälen und einen LFE-Kanal). Ein LFE-Kanal ist eine einzelne Audiospur, die für tiefe Töne wie dumpfe Soundeffekte in Filmen verwendet wird.
Ursprünglich wurde der LFE-Kanal eingeführt, um im Kino einen einzigen großen Subwoofer hinter der Leinwand mit eigenen Signalen zu versorgen. Damit wurde es möglich, sehr tiefe Töne wiederzugeben, ohne alle Lautsprecher und Verstärker so groß dimensionieren zu müssen. Außerdem wurde es möglich, den Tiefbass separat zu regeln, ohne dabei andere Frequenzen im Tief-, Mittel- oder Hochtonbereich zu beeinflussen.
Als Besonderheit ist der LFE-Kanal des ausschließlich im Kino verbreiteten Formats Sony Dynamic Digital Sound (SDDS) anzusehen, da hier auch auf dem LFE-Kanal die volle Bandbreite übertragen wird. Auch bei der DVD-A hat der sechste Kanal (LFE) volle Bandbreite und kann auch für andere Zwecke, etwa als Signal für die „Richtungshöhe“, benutzt werden.
Der LFE-Kanal wurde in die Standards ITU-R BS.775.1 (07/94 – englisch Multichannel stereophonic sound system with and without accompanying picture) und SMPTE RP 173 (englisch Loudspeaker Placements for Audio Monitoring in High-Definition Electronic Production) übernommen.